# Carl Lewis
Frederick Carlton »Carl« Lewis, ameriški atlet in igralec, * 1. julij 1961, Birmingham, Alabama.
V svoji aktivni športni karieri je osvojil 10 olimpijskih medalj (9 zlatih) in 8 zlatih medalj na Svetovnih prvenstvih v atletiki.
Leta 2012 je bil sprejet v novoustanovljeni Mednarodni atletski hram slavnih, kot eden izmed prvih štiriindvajsetih atletov.